# 安芸飯室駅
安芸飯室駅（あきいむろえき）は、広島県広島市安佐北区安佐町飯室に存在した西日本旅客鉄道（JR西日本）可部線の駅（廃駅）である。
可部線非電化区間（可部駅 - 三段峡駅間）の廃線に伴い、2003年（平成15年）12月1日に廃止された。

## 歴史

### 年表
- 1936年（昭和11年）10月13日：国鉄可部線 可部駅 - 安芸飯室駅間開通時に開業[1]。一般駅[1]。
- 1946年（昭和21年）8月15日：可部線が布駅まで開通。
- 1960年（昭和35年）6月1日：貨物の取扱を廃止（旅客駅となる）[1]。
- 1972年（昭和47年）9月1日：国鉄（→JR）の特定都区市内制度が広島市に導入されたが、当駅は「広島市内」の駅から除外される[2][注釈 1]。
- 1973年（昭和48年）5月1日：国鉄（→JR）の特定都区市内制度における「広島市内」の駅となる[3]。
- 1984年（昭和59年）2月1日：荷物の取扱を廃止[1]。
- 1987年（昭和62年）4月1日：国鉄分割民営化によりJR西日本が継承[1]。
- 1991年（平成3年）
  - 4月1日：管轄が広島支社の直轄（可部管理駅）から可部鉄道部に変更される[4]。
  - 11月1日：可部線CTC化に伴い、無人駅となる[5]。
- 2003年（平成15年）12月1日：廃止。

## 駅構造

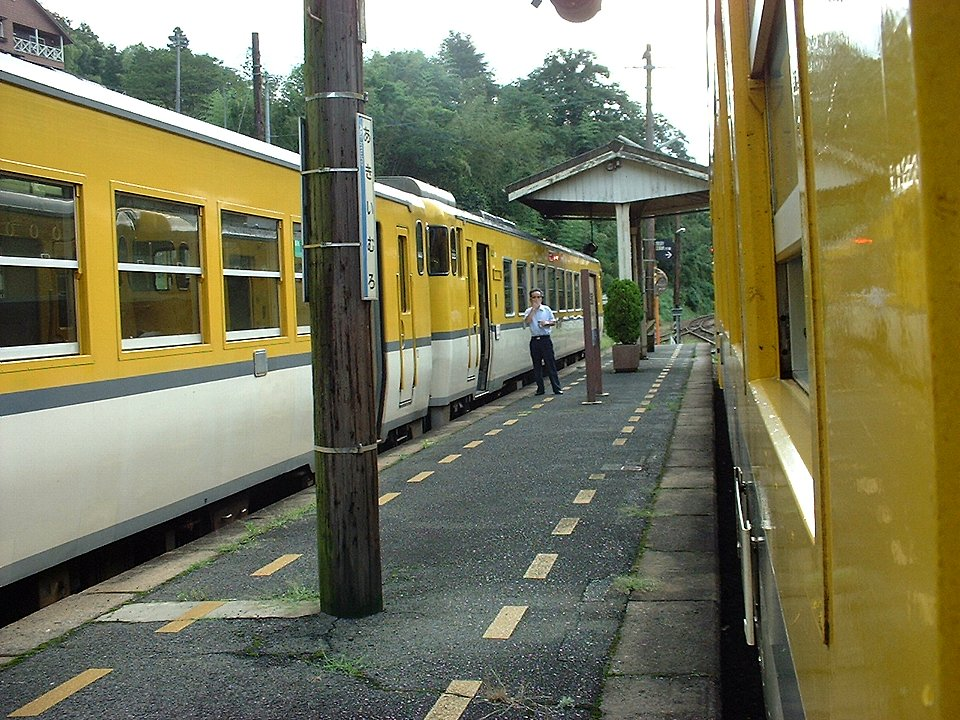
行き違う列車（2003年8月）

1面2線の島式ホームと1線の側線（行き止まりの留置線）を持つ地上駅であった。区間廃線前の晩年には、可部駅 - 三段峡駅間で列車交換が可能な駅は加計駅と当駅の2駅のみであった。
晩年は無人駅であったが、平屋建ての駅舎がホームの南側にあった。駅舎とホームは下り線を渡る通路で結ばれ、通路はホームの東側に繋がっていた。

## 利用状況
以下の情報は、『広島市統計書』『広島市勢要覧』に基づいたデータである。
| 年度               | 1日平均 乗車人員 | 年度毎 総数 | 定期券 総数 | 普通券 総数 |
| ------------------ | ---------------- | ----------- | ----------- | ----------- |
| 1968年（昭和43年） | 283.0            | 206,576     | 184,154     | 22,422      |
| 1969年（昭和44年） | 247.4            | 180,634     | 162,692     | 17,942      |
| 1970年（昭和45年） | 226.4            | 165,252     | 146,726     | 18,526      |
| 1971年（昭和46年） | 185.1            | 135,511     | 117,486     | 18,025      |
| 1972年（昭和47年） | 174.8            | 127,581     | 112,178     | 15,403      |
| 1973年（昭和48年） | 169.4            | 123,661     | 101,506     | 22,155      |
| 1974年（昭和49年） | 159.7            | 116,616     | 93,952      | 22,664      |
| 1975年（昭和50年） | 152.0            | 111,300     | 87,124      | 24,176      |
| 1976年（昭和51年） | 142.0            | 103,649     | 78,086      | 25,563      |
| 1977年（昭和52年） | 149.8            | 109,334     | 85,028      | 24,306      |
| 1978年（昭和53年） | 139.0            | 101,495     | 77,486      | 24,009      |

以上の1日平均乗車人員は、乗車数と降車数が同じであると仮定し、年度毎総数を365（閏年が関係する1971・1975年は366）で割った後で、さらに2で割った値を、小数点第二位で四捨五入。小数点一位の値にした物である。
| 年度                | 1日平均 乗車人員 |
| ------------------- | ---------------- |
| 1979年（昭和54年）  | 120              |
| 1980年（昭和55年）  | 102              |
| 1981年（昭和56年）  | 100              |
| 1982年（昭和57年）  | 101              |
| 1983年（昭和58年）  | 95               |
| 1984年（昭和59年）  | 87               |
| 1985年（昭和60年）  | 80               |
| 1986年（昭和61年）  | 76               |
| 1987年（昭和62年）  | 76               |
| 1988年（昭和63年）  | 110              |
| 1989年（平成 元年） | 94               |
| 1990年（平成02年）  | 92               |
| 1991年（平成03年）  | 72               |
| 1992年（平成04年）  | 59               |
| 1993年（平成05年）  | 58               |
| 1994年（平成06年）  | 57               |
| 1995年（平成07年）  | 61               |
| 1996年（平成08年）  | 64               |
| 1997年（平成09年）  | 62               |
| 1998年（平成10年）  | 52               |
| 1999年（平成11年）  | 56               |
| 2000年（平成12年）  | 51               |
| 2001年（平成13年）  | 49               |
| 2002年（平成14年）  | 43               |
| 2003年（平成15年）  | 40               |

## 駅周辺
駅前を国道191号が通り、駅舎との間には駅前広場があった。国道191号のすぐ南側には太田川が流れている。
駅前にある長沢橋（広島市道）と駅の少し西側にある長沢大橋（広島市道）で太田川の対岸にある広島市安佐北区安佐町久地に渡ることができる。駅から東に行くと広島市安佐北区役所安佐出張所（旧安佐町役場）や広島市消防局安佐北消防署安佐出張所、安佐町商工会がある。安芸飯室駅は安佐町の代表駅だったことがこのことから窺える。
- 広電バス・フォーブル「飯室西（旧・飯室駅前）」停留所

## 現状
廃止後、駅舎は広島市の管理下で10年間放置されていた。
地元住民がクラウドファンディングで集めた資金により補修工事を行い、地場産品の直売所を併設したカフェ「ROMUI」（ロムイ）として2015年にオープンした。廃線区間のレールは撤去が進められたが旧安芸飯室駅周辺は残され、ホームも一部保存された。店内には時刻表、駅員の制服、鉄道信号のスイッチが保存されている。営業は金曜 - 日曜。美術展などイベントも開催している。

## 隣の駅
西日本旅客鉄道（JR西日本）
可部線
毛木駅 - 安芸飯室駅 - 布駅